# 小行星2623
小行星2623（2623 Zech）是一颗围绕太阳公转的小行星。1919年9月22日，卡爾·威廉·萊茵姆特在海德堡发现了此天体。
該小行星以德國天文學家格特·澤赫（Gert Zech）命名。
这颗小行星的绝对星等为22.55243142328493等。